# Irina Kastrioti
Irina Kastrioti, ookwel Erina Castriota, (1528-1565) was een Albanese prinses afkomstig uit de Kastrioti-dynastie. Irina volgde de heerschappijen van haar vader, hertog Ferdinand Kastrioti, over San Pietro op.

## Biografie
Irina was de dochter van de Albanese edelman Ferdinand Kastrioti, die een heerschappij had over Galatina. Irina volgde heerschappijen van haar vader op. Dit omdat haar broers mogelijk al overleden waren en geen zoons hadden nagelaten.
In 1539 trouwde Irina met de edelman Pietro Antonio Sanseverino. Het paar kreeg twee kinderen: Nicolò en Vittoria. Irina stierf op 15 september 1565 in Morano Calabro en werd daar tevens begraven.